# أوستين ريتشي
أوستين ريتشي هو لاعب كرة قدم كندي في مركز الهجوم، ولد في 8 أبريل 1996 في ريتشموند هيل في كندا. لعب مع Flint City Bucks ‏.

## وصلات خارجية
- أوستين ريتشي على موقع قاعدة بيانات كرة القدم.إي يو (الإنجليزية)
- أوستين ريتشي على موقع Soccerway.com (الإنجليزية)